# Tòng (họ)
Họ Tòng là một họ của người Việt Nam. Họ Tòng thường có trong các cộng đồng dân tộc Tày - Thái-Hmoog. 

## Những người họ Tòng có danh tiếng
| Họ tên         | Sinh thời | Dân tộc | Hoạt động |
| -------------- | --------- | ------- | --- |
| Tòng Thị Phóng | 1954-...  | Thái    | Nữ chính khách Việt Nam, Ủy viên BCT Ban CHTW Đảng CSVN từ năm 2011 đến nay, Đại biểu Quốc hội VN từ năm 1996 đến nay. |